# Папіашвілі Малхаз Нодарійович
Малхаз (Малхазі) Нодарійович Папіашвілі (нар. 11 листопада 1990, Дедоплісцкаро, Грузія) – український громадський діяч, бізнесмен, меценат та волонтер.
Голова Асоціації спортивної боротьби Київської області.

## Життєпис
Малхаз Папіашвілі народився в Грузії, у місті Дедоплісцкаро, де і провів дитинство.
У 2001 році сім’я Папіашвілі була вимушена залишити Батьківщину через гібридну російську агресію. В результаті Малхаз разом з батьками та старшим братом переїхав до України – в Білу Церкву.
З дитинства улюбленим спортом була вільна боротьба – почав нею займатися ще в Грузії, і продовжив після переїзду в Україну. В подальшому це захоплення переросло в активну громадську діяльність та меценатство.
Одружений, виховує трьох дітей.

### Освіта
Першим закладом середньої освіти в Україні для Малхазі Папіашвілі стала білоцерківська міська школа №12, а після – школа №7.
Закінчивши школу, вступив до Білоцерківського міського аграрного університету на факультет правознавства. Після Аграрного продовжив навчання юриспруденції в Міжрегіональній Академії Управління персоналом, а також поступив на факультет фізичної культури до Переяслав-Хмельницького державного університету ім. Григорія Сковороди.

### Громадська діяльність та волонтерство
Після закінчення здобуття вищої освіти Малхаз Папіашвілі зареєструвався як приватний підприємець і почав розвивати свій бізнес у двох напрямках: надання юридичних послуг та оптово-роздрібна торгівля будівельними матеріалами. Успішний розвиток бізнесу дозволив невдовзі зосередитися на громадській діяльності та меценатстві.
Починаючи з 2015 року, вкладає власні кошти в розвиток спортивної боротьби. Початково надавав фінансову підтримку рідній секції, але з часом став опікуватися й іншими білоцерківськими секціями боротьби.
У 2018 році став почесним президентом Білоцерківської міської Федерації вільної боротьби. На посту зосередився на пошуку однодумців та об’єднанні зусиль для відкриття нових тренувальних залів у Білоцерківській громаді, підтримки вихованців місцевих секцій спортивної боротьби та стимулювання розвитку спортивних талантів.
Починаючи з 2022 року, коли росія здійснила повномасштабне вторгнення в Україну, Малхаз активно допомагає ЗСУ як волонтер. Він почав із забезпечення потреб захисників Київської області, а після звільнення північних регіонів відправляє допомогу на інші ділянки фронту.
Окремим напрямком його волонтерської діяльності стала підтримка військових шпиталів. За значну допомогу в лікуванні та реабілітації поранених отримав почесну грамоту від Митрополита Київського і всієї України Епіфанія.
Малхаз Нодарійович Папіашвілі активно співпрацює з Грузинським Легіоном, який на початку повномасштабного вторгнення брав участь в обороні аеродрому в Гостомелі, а пізніше був переведений на інші напрямки фронту.
У квітні 2023 року став керівником Білоцерківського представництва ГО «Грузинське Земляцтво».

## Відзнаки та нагороди
За заслуги перед Україною Малхазі Папіашвілі був нагороджений відомими посадовими особами, у тому числі заступником начальника Генштабу ЗСУ Сергієм Наєвим, головою ГУР Кирилом Будановим та начальником управління Нацполіції Київської області Андрієм Небитовим.
За значну допомогу в лікуванні та реабілітації поранених отримав почесну грамоту та орден Святителя і Чудотворця Миколая.

## Підтримка спорту під час війни
Навесні-влітку 2022 року разом із тренерським складом Білоцерківської міської Федерації вільної боротьби Малхаз Папіашвілі відновив роботу місцевих секцій, забезпечуючи дітей можливістю займатися спортом.
У грудні 2022 року разом з друзями та колегами спонсорував Кубок України з вільної боротьби, який проходив у Білій Церкві. Власними коштами активістів був створений призовий фонд на загальну суму 450 тисяч гривень. Завдяки цьому переможці отримали грошові призи за свої досягнення на цих змаганнях.
Навесні 2023 року тренерський склад Білоцерківської міської федерації вільної боротьби вже нараховував близько 30 осіб, а кількість дітей, які займалися в місцевих секціях, перевищила 600. Малхаз тоді відзначив, що показники перевищили довоєнні.
Десятки дітей з Білоцерківського району отримують стипендії від місцевої Федерації боротьби за спортивні досягнення, а старшим вихованцям, які демонструють значні спортивні досягнення, Федерація оплачує навчання у ВНЗ.
Білоцерківська міська федерація вільної боротьби координує та підтримує десятки секцій спортивної боротьби в Білоцерківському районі. Частина з них була створена завдяки підтримці.
Влітку 2023 року Малхаз Нодарійович Папіашвілі оголосив про намір Білоцерківської міської Федерації вільної боротьби підтримати більше секцій боротьби у Київській області та об’єднати їх для спільного розвитку спорту на Київщині.
Навіть в умовах війни Федерація забезпечує активний відпочинок та оздоровлення для своїх вихованців, організовуючи спортивні заходи та табори для відпочинку.
У жовтні 2023 року на Київщині відбувся Відкритий чемпіонат України пам’яті видатних тренерів та на честь Героїв і Захисників України, в якому взяли участь близько 500 спортсменів. Під час заходу відбулося нагородження Ірини Коляденко, яка здобула ліцензію на участь в Олімпійських Іграх 2024, та її тренера Володимира Яременка.

## Публіцистика
Малхаз Папіашвілі також активно веде публічну сторінку у Facebook, де розповідає про спортивні події, проблеми спорту в Україні та способи їх вирішення, а також ділиться досвідом Білоцерківської міської Федерації вільної боротьби у вирішенні типових проблем.